# Скоулз, Кларк
Кларк Керри Скулз (англ. Clarke Currie Scholes; 25 ноября 1930, Детройт, Мичиган, США — 5 февраля 2010, Детройт, Мичиган, США) — американский пловец, олимпийский чемпион 1952 года на дистанции 100 м вольным стилем.

## Биография
В 1948 году, ещё будучи учеником школы, он победил на детройтских городских соревнованиях на дистанциях 50 и 100 м вольным стилем. Тренировался в команде Университета Мичиган под руководством Карла Маккаффри.
На летних Играх в Хельсинки (1952) завоевал «золото» на 100-метровке вольным стилем, помимо этого являлся двукратным чемпионом Панамериканских игр, проходивших в Мехико (1955), на дистанциях 100 м в/с и в эстафете 4х100 м.
В 1980 году его имя было включено Международный зал славы плавания.
По окончании карьеры выступал в театре Гросс-Пойнта театр, сыграв в более 30 постановках популярных мюзиклов.